# ジョエル・グリフィス
ジョエル・グリフィス（Joel GRIFFITHS、1979年8月21日-）は、オーストラリア・シドニー出身の元サッカー選手。ポジションはフォワード。
アダム・グリフィスとは双子の兄弟であり、2歳年下の実弟ライアン・グリフィスもサッカー選手。

## 経歴
1997年、NSL所属のシドニー・ユナイテッドFCでサッカー選手としてのキャリアをスタートさせる。
1999年にはU-20ワールドユース・ナイジェリア大会に出場。その後当時所属していたクラブの財政破綻により、イングランドのリーズ・ユナイテッド等を経て、2006年よりニューカッスル・ユナイテッド・ジェッツFCに移籍。クラブでは右ウイングとして活躍し、2007年-2008年シーズンには14得点（24試合）を上げAリーグ得点王に輝き、その活躍によりシーズンMVPの栄冠も手にする。
2008年からは得点能力の高いフォワードを求めていたピエール・リトバルスキー監督の強い要請に応えてアビスパ福岡でプレーする。しかし契約に関してはAリーグ得点王及びMVPを獲得する程の選手の為、ニューカッスル・ジェッツ側もシーズン中の移籍ましてや完全移籍などは認めず、4ヵ月という短期的な期限付き移籍での所属となった。
その福岡ではエースFWとして期待されるが、3年ぶりにオーストラリア代表に招集されると、シドニーで行われる国際親善試合（対ガーナ代表）に参加する為に5月18日の対横浜FC戦を最後にオーストラリアに帰国。結局そのまま日本へ戻ることなく同年6月末、レンタル契約満了に伴いニューカッスル・ジェッツに復帰。同年8月に弟のライアン・グリフィスが所属する北京国安へレンタル移籍し、兄弟でプレーする事となった。

## 個人成績
| 国内大会個人成績 | 国内大会個人成績 | 国内大会個人成績 | 国内大会個人成績 | 国内大会個人成績 | 国内大会個人成績 | 国内大会個人成績 | 国内大会個人成績 | 国内大会個人成績 | 国内大会個人成績 | 国内大会個人成績 | 国内大会個人成績 |
| 年度             | クラブ           | 背番号           | リーグ           | リーグ戦         | リーグ戦         | リーグ杯         | リーグ杯         | オープン杯       | オープン杯       | 期間通算         | 期間通算         |
| 年度             | クラブ           | 背番号           | リーグ           | 出場             | 得点             | 出場             | 得点             | 出場             | 得点             | 出場             | 得点             |
| 日本             | 日本             | 日本             | 日本             | リーグ戦         | リーグ戦         | リーグ杯         | リーグ杯         | 天皇杯           | 天皇杯           | 期間通算         | 期間通算         |
| ---------------- | ---------------- | ---------------- | ---------------- | ---------------- | ---------------- | ---------------- | ---------------- | ---------------- | ---------------- | ---------------- | ---------------- |
| 2008             | 福岡             | 25               | J2               | 9                | 3                | -                | -                |                  |                  |                  |                  |
| 通算             | 日本             | 日本             | J2               | 9                | 3                | -                | -                |                  |                  |                  |                  |
| 総通算           | 総通算           | 総通算           | 総通算           | 9                | 3                | 0                | 0                |                  |                  |                  |                  |

## 代表歴
- オーストラリアU-20代表 5試合1得点
- オーストラリア代表 3試合1得点

### 試合数
- 国際Aマッチ 3試合 1得点（2005年-2008年）[2]

| オーストラリア代表 | 国際Aマッチ | 国際Aマッチ |
| 年                 | 出場        | 得点        |
| ------------------ | ----------- | ----------- |
| 2005               | 1           | 1           |
| 2006               | 1           | 0           |
| 2007               | 0           | 0           |
| 2008               | 1           | 0           |
| 通算               | 3           | 1           |

## 獲得タイトル
- 2007-08 AリーグMVP、得点王（14得点）